# 小行星6874
小行星6874（英語：6874）是一颗围绕太阳公转的小行星。1994年5月9日，G. J. Garradd在赛丁泉山发现了此天体。
这颗小行星的绝对星等为224.2011899327373等。